# Eugène Lefébure
Eugène Lefébure (Prunoy, 11 de novembro de 1838 – 9 de abril de 1908), foi um egiptólogo francês que se dedicou ao estudo das tumbas do Vale dos Reis.
Juntamente com a French Archaeological Mission, ele realizou trabalhos na tumba de Ramessés IV. Ele também documentou a tumba de Seti I e desenhou as plantas das tumbas KV26, KV27, KV28, KV29, KV37, KV40, KV59, WV24 e WV25. Essas plantas, com as descrições de seu trabalho, foram publicados no livro Les Hypogées royaux of Thèbes.

## Publicações
- Les Hypogées royaux de Thèbes, 1889
- Rites égyptiens : construction et protection des édifices, 1996